# Saafi (langue)
Cet article concerne la langue saafi. Pour le peuple saafi, voir Saafi (peuple).
Le saafi, aussi appelé saafi-saafi ou safen, est une langue parlée au Sénégal. 
Comme le léhar, le noon, le ndut et le palor, elle fait partie des langues cangin, rattachées à la branche du nord des langues atlantiques, elles-mêmes sous-catégorie des langues nigéro-congolaises.

## Répartition géographique
Le saafi est aussi appelé : sereer saafen, serer-safen, serere-saafen, safi, saafi-saafi, safi-safi, safen.

### Statut
Elle a obtenu le statut de langue nationale au Sénégal.

### Population
Lors du recensement de 2002, le nombre de locuteurs s'élevait à 117 050.

## Écriture
Le saafi utilise l’alphabet latin. L’écriture du saafi a été codifiée par la Direction des Langues Nationales (DALN) en collaboration avec l'Association pour le Développement de la Langue Saafi (ADLAS) et la Société internationale de linguistique (SIL) qui a travaillé sur les langues dites à usage localisé. En 2005, un décret fixe les règles d’orthographe du saafi.
Les voyelles longues sont retranscrites en doublant la voyelle : aa AA ,[a:], ee Ee , [ə:], ii Ii , [i:], oo Oo ,[ɔ:], uu Uu , [u:]. Les consonnes prénasalisées sont retranscrites en combinant les lettres de consonnes : mb Mb, ñj Ñj, ng Ng.
| A | B | Ɓ | C | D | Ɗ | E | F | G | H | I | J | K | L | M | N | Ñ | Ŋ | O | P | R | S | T | U | W | Y | Ƴ | ’ |
| a | b | ɓ | c | d | ɗ | e | f | g | h | i | j | k | l | m | n | ñ | ŋ | o | p | r | s | t | u | w | y | ƴ | ’ |